# Evropská silnice E101
Evropská silnice E101 je součástí evropské sítě mezinárodních silnic. Začíná v Moskvě v Rusku a končí v Kyjevě na Ukrajině. Je 850 km dlouhá.

## Trasa
Rusko
- : Moskva - Kaluga - Brjansk - hranice s Ukrajinou

 Ukrajina
- : hranice s Ruskem - Hluchiv - Kipti
- : Kipti - Kyjev